# Incipit Satan
Incipit Satan è il quinto album in studio del gruppo black metal norvegese Gorgoroth, pubblicato il 7 febbraio 2000 da Nuclear Blast. È il primo che sperimenta suoni tipicamente industrial, e il primo con Gaahl come cantante e King ov Hell bassista. Il disco è stato dedicato all'ex batterista del gruppo Grim, morto suicida qualche mese prima.
Ha ricevuto recensioni discordanti, con All Music Guide che ne ha lodato l'aggressività e la varietà musicale, mentre Piero Scaruffi l'ha definito poco originale.

## Tracce
1. Incipit Satan – 4:33
2. A World to Win – 3:43
3. Litani til Satan – 4:33
4. Unchain My Heart!!! – 4:47
5. An Excerpt of X – 5:50
6. Ein Eim av Blod og Helvetesild – 3:09
7. Will to Power – 4:28
8. When Love Rages Wild in My Heart – 5:43

## Formazione
- Gaahl - voce
- Infernus - chitarra, basso (traccia 5), batteria (traccia 5), voce (traccia 5)
- Tormentor - chitarra, voce di sottofondo (traccia 4)
- King ov Hell - basso
- Sersjant - batteria
- Daimonion - sintetizzatore, pianoforte
- Mickey Faust - voce (traccia 8)

### Crediti[2]
- Gorgoroth - editing
- Mia - editing
- Herr Brandt - editing, missaggio, mastering
- Jocke Petterson - ingegneria del suono, missaggio, mastering
- Infernus - missaggio, mastering
- Kay A. Berg - fotografia
- May Husby - artwork
- T. Skogsberg - tecnico delle chitarre